# Deutsches Meisterschaftsrudern 2003
Das 114. Deutsche Meisterschaftsrudern wurde 2003 in Ratzeburg ausgetragen. Es wurden in 24 Bootsklassen Medaillen vergeben, davon 14 bei den Männern und 10 bei den Frauen. Der Leichtgewichts-Zweier ohne Steuerfrau wurde nach einem Jahr Pause wieder ausgetragen.

## Medaillengewinner

### Männer
| Bootsklasse                           | Gold | Silber | Bronze |
| ------------------------------------- | --- | --- | --- |
| Einer                                 | Steffen Petz (Lingener RG von 1923) | Marco Spielau (Hallesche Rvg. Böllberg-Nelson) | Thomas Stoll (Vegesacker RV) |
| Doppelzweier                          | Hallesche Rvg. Böllberg-Nelson Andreas Hajek Christian Schreiber | Rgm. RC Magdeburg / RC Favorite Hammonia Hamburg René Bertram Max Schramm | Rgm. Mainzer Ruder-Verein von 1878 / Heilbronner RG Schwaben Benjamin Müller Matthias Weiss |
| Zweier ohne Steuermann                | Rgm. Berliner Ruder-Club / RK am Wannsee Berlin Jan Herzog Ike Landvoigt | Hannoverscher RC von 1880 Jan Westphalen Tobias Kühne | RTHC Bayer Leverkusen Gregor Hauffe Toni Seifert |
| Zweier mit Steuermann                 | Rgm. Potsdamer RG / RG Wiking Berlin / RRG Mülheim Martin Zobelt Volker Utesch Felix Erdmann (Stm.) | Rgm. Ruderklub am Wannsee / Berliner Ruder-Club Timm Baur Alexander Sredzki Martin Sauer (Stm.) | Keine weiteren Boote am Start. |
| Doppelvierer                          | Rgm. RC Magdeburg / RTHC Bayer Leverkusen / Ratzeburger RC / Berliner Ruder-Club André Willms Stephan Volkert Marco Geisler Robert Sens | Rvg. Potsdamer RG / Pirnaer Ruderverein 1872 / Hallesche Rvg. Böllberg-Nelson Jörg Schulze Falko Nolte Stefan Schulze Steffen Blättermann | Rgm. Berliner Ruder-Club / Treptower RG Patrick Scholz Torsten Siebert Peter Nedwig Christopher Schmidt |
| Vierer ohne Steuermann                | Rgm. RV Emscher Wanne-Eickel-Herten / RV Münster von 1882 / Gießener RG 1877 / RG Wertheim Sebastian Thormann Paul Dienstbach Philipp Stüer Bernd Heidicker | Rgm. RC Undine Radolfzell / RG Eberbach / RTHC Bayer Leverkusen Gregor Hauffe Toni Seifert Axel Mayer Andreas Penkner | Rgm. Potsdamer RG / Osnabrücker RV / Crefelder RC 1883 Thomas Köpke Jan Tebrügge Jochen Urban Steffen Möller |
| Vierer mit Steuermann                 | Rgm. Miltenberger RC von 1900 / ORC Rostock von 1956 / RC Hansa Dortmund / RV Weser Hameln / Crefelder RC 1883 Arne Landgraf Matthias Flach Jan-Martin Bröer Klaus Rogge Stefan Lier (Stm.) | Rgm. Ulmer RC Donau / Breisacher RV / Würzburger RV Bayern Urs Käufer Raimund Hörmann Daniel Held Florian Schercher Max Siebenhaar (Stm.) | Rgm. Vegesacker RV / Hallesche Rvg. Böllberg-Nelson / Gießener RG 1877 / Berliner Ruder-Club Felix Heimann Falko Panther Holger Brunzlaff Henner Pohl Martin Sauer (Stm.) |
| Achter                                | Rgm. RV Weser Hameln / RV Oberhausen / Dresdner RC 1902 / SV Oderhort / ARV zu Leipzig / RC Tegel 1886 / RG Wiesbaden-Biebrich 1888 / RC Hansa Dortmund Sebastian Schulte Thorsten Engelmann Jörg Dießner Stephan Koltzk Johannes Doberschütz Enrico Schnabel Ulf Siemes Michael Ruhe Peter Thiede (Stm.) | Rgm. RV Emscher Wanne-Eickel-Herten / RV Münster von 1882 / RG Wertheim / Gießener RG 1877 / Miltenberger RC von 1900 / ORC Rostock von 1956 / RC Hansa Dortmund / RV Weser Hameln / RRG Mülheim Sebastian Thormann Klaus Rogge Jan-Martin Bröer Arne Landgraf Matthias Flach Paul Dienstbach Philipp Stüer Bernd Heidicker Felix Erdmann (Stm.) | Rgm. RC Undine Radolfzell / RG Eberbach / RC Magdeburg / Gießener RG 1877 / Hallesche Rvg. Böllberg-Nelson / Vegesacker RV / Berliner Ruder-Club Henner Pohl Axel Mayer Falko Panther Bastian Tesching Thomas Künel Holger Brunzlaff Andreas Penkner Felix Heimann Martin Sauer (Stm.)          |
| Leichtgewichts-Einer                  | Peter Ording (RU Arkona Berlin) | Michael Wieler (RG Wetzlar 1880) | Markus Hartung (Hanauer RC Hassia) |
| Leichtgewichts-Doppelzweier           | Rgm. RU Arkona Berlin / Mainzer RV von 1878 Ingo Euler Manuel Brehmer | Rgm. Der Hamburger und Germania RC / Ratzeburger RC Ole Rückbrodt Peter Krüger | Rgm. Rvg. Kappeln / RC Favorite Hammonia Hamburg Simon Stellmer Henning Michelsen |
| Leichtgewichts-Zweier ohne Steuermann | Rgm. Neusser RV / Limburger CfW Frank Mager Christian Gerlach | Rgm. Essen-Werdener RC / WSV Honnef Markus Heidenreich Martin Fauck | Ludwigshafener RV von 1878 Jochen Kühner Martin Kühner |
| Leichtgewichts-Doppelvierer           | Rgm. Mainzer RV von 1878 / Berliner Ruder-Club / RG Wiking Leipzig / Ratzeburger RC Jörg Lehnigk Matthias Schömann-Finck Nils Ipsen Jens Wittwer | Rgm. Berliner Ruder-Club / Ratzeburger RC / Koblenzer RC Rhenania / RG Hansa Hamburg Andreas Müller-Gatermann Olaf Beckmann Nils Budde Alexander Bernhardt | Rgm. Hannoverscher RC von 1880 / Deutscher Ruder-Club von 1884 / RK Normannia Braunschweig Tobias Ahl Kai Seitz Axel Eghtessad Christoph Scheuermann |
| Leichtgewichts-Vierer ohne Steuermann | Rgm. RV Bochum von 1920 / RTHC Bayer Leverkusen / RC Tegel 1886 Martin Müller-Falcke Axel Schuster Stefan Locher Andreas Bech | Rgm. RG Wiking Berlin / RC Allemannia von 1866 Hamburg / Der Hamburger und Germania RC Bastian Seibt Martin Raeder Martin Hasse Carsten Borchardt | Rgm. RC Allemannia von 1866 Hamburg / Deutscher Ruder-Club von 1884 / RV Weser Hameln Matthias Hobein Birger Arne Schmidt Joachim Drews Christian Dahlke |
| Leichtgewichts-Achter                 | Rgm. RC Allemannia von 1866 Hamburg / Deutscher Ruder-Club von 1884 / RV Weser Hameln / Der Hamburger und Germania RC / RG Wiking Berlin Bastian Seibt Martin Raeder Carsten Borchardt Martin Hasse Joachim Drews Birger Arne Schmidt Matthias Hobein Christian Dahlke Olaf Kaska (Stm.)                  | Rgm. RV Bochum von 1920 / RTHC Bayer Leverkusen / RC Tegel 1886 / Limburger CfW / Neusser RV / WSV Honnef / Essen-Werdener RC / Koblenzer RC Rhenania Martin Müller-Falcke Stefan Locher Axel Schuster Christian Gerlach Frank Mager Martin Fauck Markus Heidenreich Andreas Bech Claus Müller-Gatermann (Stm.)                                  | Rgm. Spandauer RC Friesen / Potsdamer RC Germania / Mannheimer RC / VWS Mannheim / Breisacher RV / Weisenauer RV 1913 / ARC Würzburg Helge Biehal Dirk Wertmann Joel El-Qalqili Constantin von Wysiecki Alexander Schäfer Felix Haensch Matthias Veit Björn Steinfurth Moritz Siebenhaar (Stm.) |

### Frauen
| Bootsklasse                           | Gold | Silber | Bronze |
| ------------------------------------- | --- | --- | --- |
| Einer                                 | Katrin Rutschow-Stomporowski (RK am Wannsee Berlin) | Christiane Will (Bremer RC Hansa) | Julia Heitmann (RC Bergedorf) |
| Doppelzweier                          | Potsdamer RG Kathrin Boron Kerstin Kowalski | Rgm. Potsdamer RG / Hürther RG Judith Obrocki Christiane Huth | Rgm. Frauen-RC Wannsee Berlin / RG Angaria Hannover Magdalena Schmude Ann-Christin Tippenhauer |
| Zweier ohne Steuerfrau                | Rgm. RV Saarbrücken / RG Rotation Berlin Lenka Wech Silke Günther | Rgm. Dresdner RC 1902 / RV Triton Leipzig Sandra Goldbach Maja Tucholke | Rgm. Lauinger RuSC Donau / RG Angaria Hannover Ulrike Stadlmayr Elke Hipler |
| Doppelvierer                          | Rgm. Ratzeburger RC / RC Magdeburg / Dresdner RV / Rvg. Hellas-Titania Berlin Peggy Waleska Marita Scholz Manuela Lutze Britta Oppelt | Rgm. Dresdner RV / Frauen-RC Wannsee Berlin / RG Angaria Hannover / Berliner RC Ägir Anne-Katrin Kochan Arleen Goldstein Ann-Christin Tippenhauer Magdalena Schmude | Rgm. RC Tegel 1886 / RV Berlin von 1878 / Kettwiger RG von 1906 / RC Bergedorf Elin Hoppe Samila Kreutzjans Nora Oelbermann Monika Bauer |
| Vierer ohne Steuerfrau                | Rgm. RC Hamm von 1890 / RV Kurhessen-Cassel / Potsdamer RG / RG Wiking Leipzig Sarah Pollmann Manuela Zander Katlehn Rodewald Christiane Hölzel | Rgm. RV Saarbrücken / Dresdner RV / ARC Würzburg / Münchener RSV Bayern von 1910 Nora Wehrhahn Verena Lehmann Kerstin Naumann Andrea Krüger | Rgm. Bremer RV von 1882 / RV Leer / ORC Rostock von 1956 Ariane Sennewald Marlene Sinnig Christina Gerking Christina Mahler |
| Achter                                | Rgm. RV Saarbrücken / RV Triton Leipzig / Rostocker RC von 1885 / Dresdner RC 1902 / RC Tegel 1886 / RG Rotation Berlin / RV Emscher Wanne-Eickel Herten Maja Tucholke Nicole Zimmermann Dana Pyritz Sandra Goldbach Susanne Schmidt Anja Pyritz Silke Günther Lenka Wech Annina Ruppel (Stf.) | Rgm. Frauen-RV Freiweg Frankfurt / RG Angaria Hannover / RC Hamm von 1890 / RG Wiking Leipzig / Lauinger RuSC Donau / RV Kurhessen-Cassel / Potsdamer RG Katlehn Rodewald Manuela Zander Ulrike Stadlmayr Christiane Hölzel Sarah Pollmann Bettina McIntyre Andrea Unger Elke Hipler Eva Lutz (Stf.) | Rgm. RV Saarbrücken / Dresdner RV / ARC Würzburg / RG Hansa Hamburg / RC Hansa Dortmund / Münchener RSV Bayern von 1910 / Friedrichstädter RG von 1926 / Rudergemeinschaft Bayern Nadine Brammer Wilma Dressel Marlen Derlien Nora Wehrhahn Andrea Krüger Verena Lehmann Kerstin Naumann Mandy Emmrich Anne-Christine Paul (Stf.) |
| Leichtgewichts-Einer                  | Janet Radünzel (Rendsburger RV) | Andrea Dymalski (Vegesacker RV) | Sonja König (RTHC Bayer Leverkusen) |
| Leichtgewichts-Doppelzweier           | Rgm. Dresdner RV / Rendsburger RV Janet Radünzel Claudia Blasberg | Rgm. Potsdamer RG / ARC Würzburg Daniela Reimer Laura Tasch | Rgm. Heidelberger RK 1872 / RC Neumünster Katharina Fricke Berit Carow |
| Leichtgewichts-Zweier ohne Steuerfrau | Rgm. RG Hansa Hamburg / Erster Kieler RC von 1862 Maja Darmstadt Gabriele Schulz | Rgm. Neusser RV / Hürther RG Sarah Knuth Jeannine Weisel | Keine weiteren Boote am Start. |
| Leichtgewichts-Doppelvierer           | Rgm. Potsdamer RG / Würzburger RV Bayern / Heidelberger RK 1872 / RC Neumünster Berit Carow Laura Tasch Daniela Reimer Katharina Fricke | Rgm. Ludwigshafener RV von 1878 / RG Hansa Hamburg / Gießener RG 1877 / RG Treis-Karden 1969 Judith Zilliken Stefanie Primus Katharina von Kodolitsch Sandra Schnitzer | Rgm. RG Hansa Hamburg / RTHC Bayer Leverkusen / Vegesacker RV Sonja König Andrea Dymalski Linda Schlemmer Kristin Schwartz |